# Mulgaglansgök
Mulgaglansgök (Chalcites basalis) är en fågel i familjen gökar inom ordningen gökfåglar.

## Utseende och läte
Mulgaglansgök är en liten (17 cm) grönaktig gök med bröstet och stjärten tvärbandade samt ett mörkt streck genom ögat som faller ner över kinden. Ungfåglar kan vara nästan obandade och liknar då den gråare svartörad glansgök. Den hörs ofta med en upprepad, genomträngande vissling.

## Utbredning
Fågeln häckar i Australien och Tasmanien och övervintrar till Java. Den behandlas som monotypisk, det vill säga att den inte delas in i några underarter.

### Släktestillhörighet
Mulgaglansgök och dess släktingar placerades tidigare i släktet Chrysococcyx. Dessa har dock lyfts ut till ett eget släkte, Chalcites, baserat på osteologiska avvikelser, minimal könsdimorfism och andra skillnader i både adult och juvenil dräkt. Detta stöds också av genetik och biogeografi.

## Levnadssätt
Arten hittas i torrt och halvtorrt landskap, bland annat i öppen skog, mulga, spinifexmarker och kustnära saltträsk. Födan består av insekter, huvudsakligen fjärilslarver. Den födosöker både i lövverket och på marken. Fågeln är liksom många andra gökar en boparasit som lägger sina ägg i andra fåglars bon, bland annat taggnäbbar, blåsmygar, honungsskvättor och sydhakar i släktet Petroica.

## Status
Arten har ett stort utbredningsområde och beståndet anses stabilt. Internationella naturvårdsunionen IUCN listar den därför som livskraftig (LC).

## Namn
Fågelns tidigare svenska namn horsfieldglansgök eller Horsfields glansgök, tillika det engelska namnet Horsfield's Bronze Cuckoo hedrar Thomas Horsfield som beskrev arten 1821. Det justerades 2022 till ett enklare och mer informativt namn av BirdLife Sveriges taxonomikommitté.

## Bildgalleri

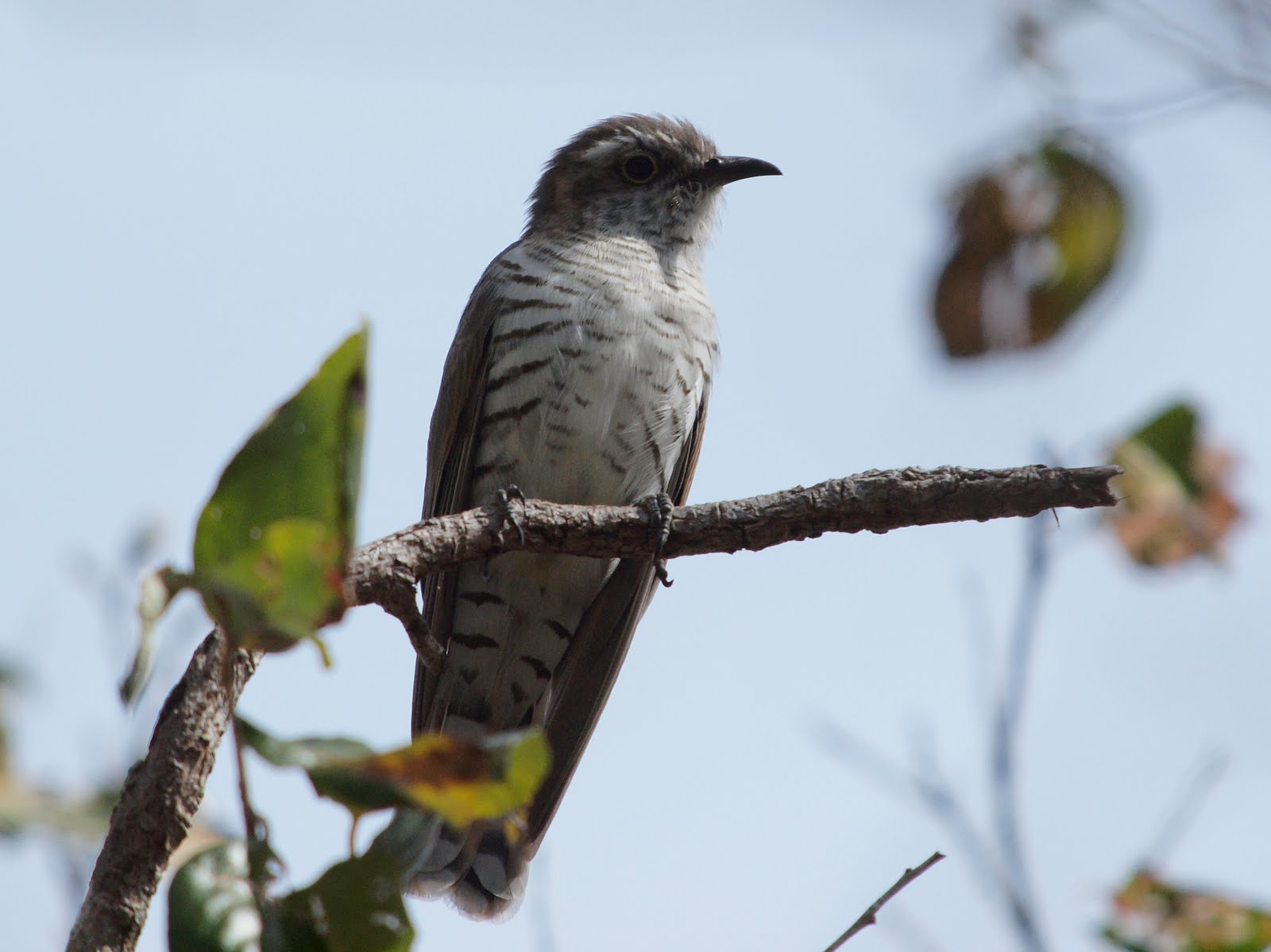
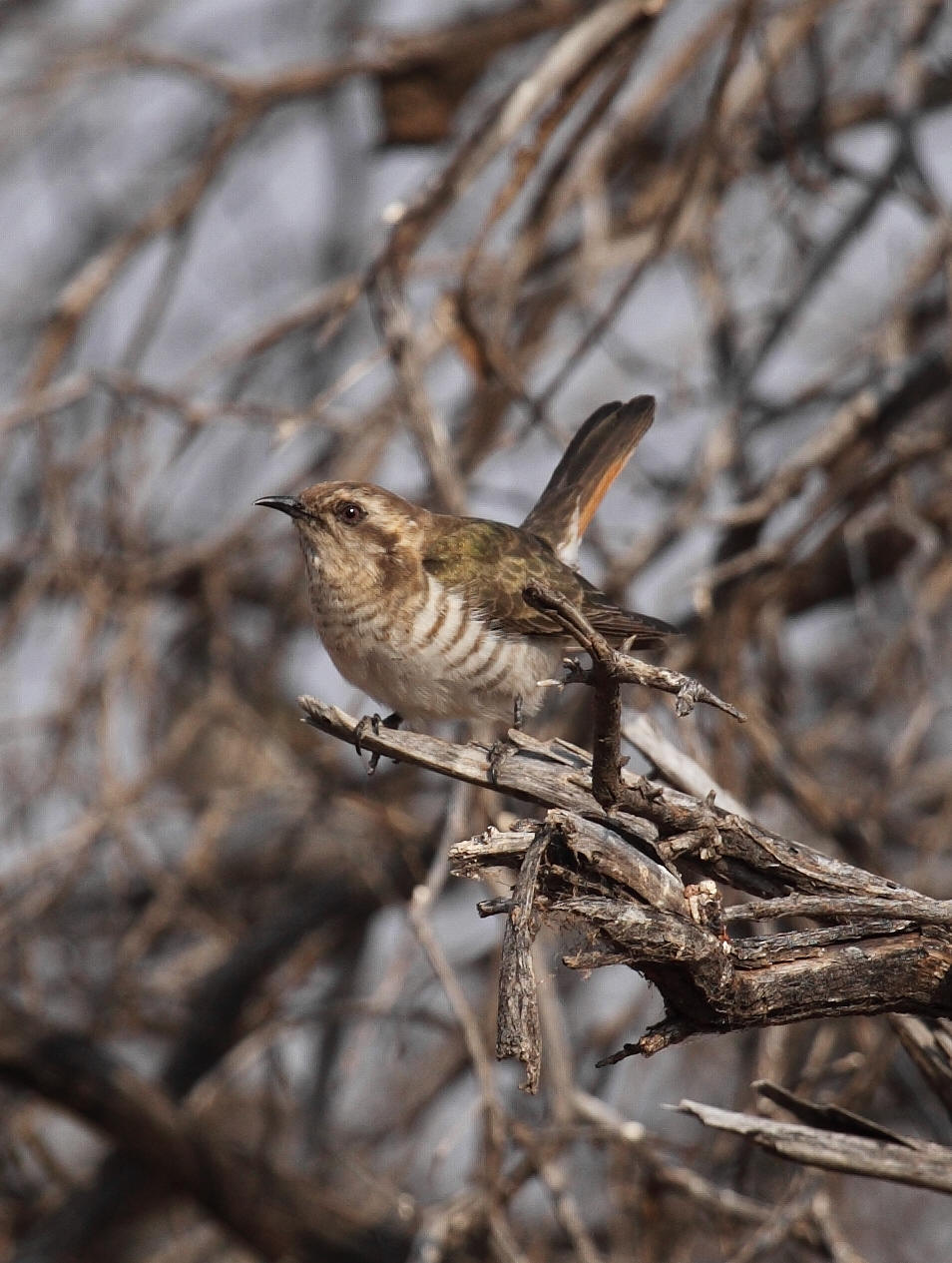